# Crocodilo-de-água-doce

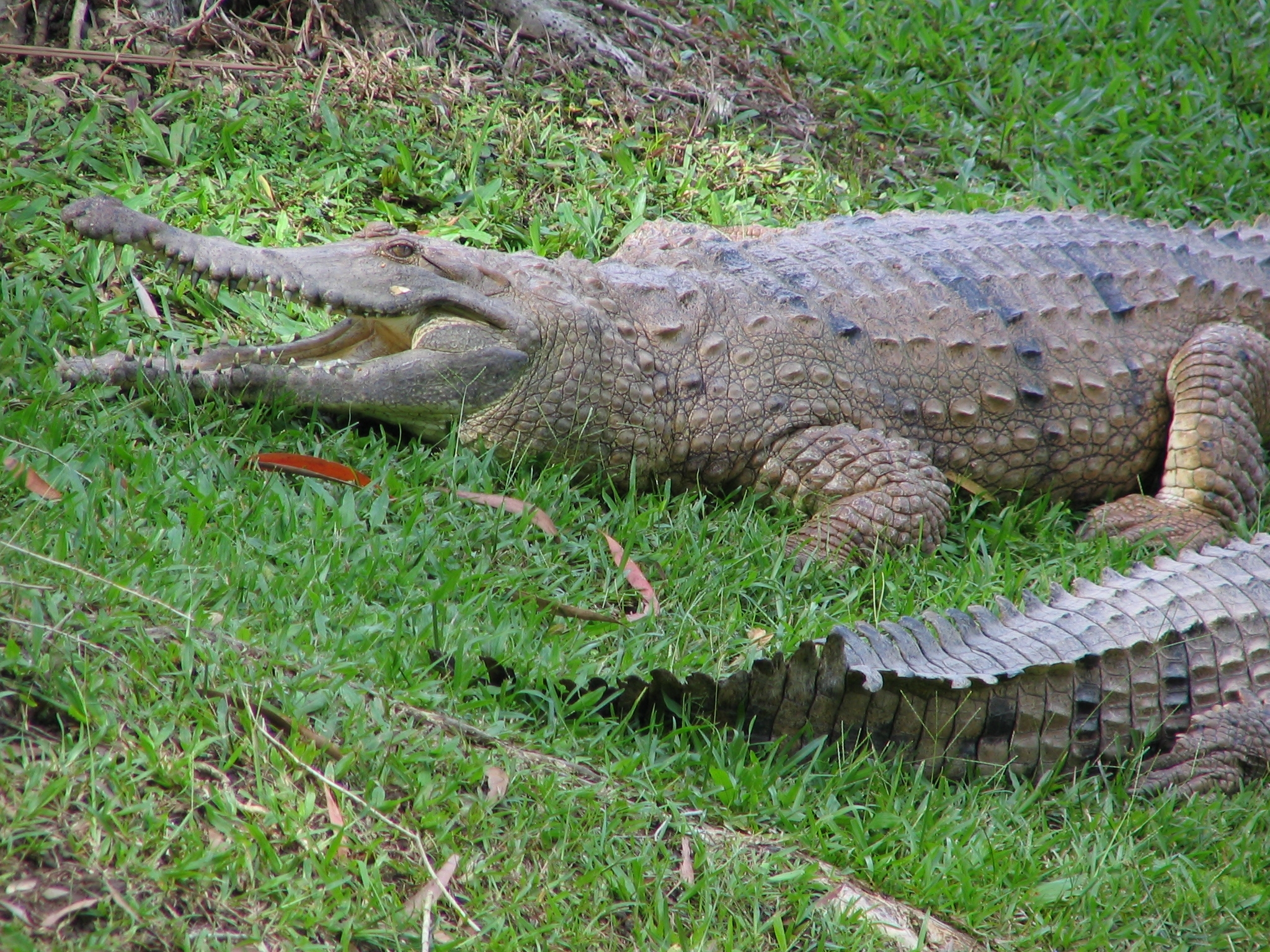
Um crocodilo de água doce australiano.

O crocodilo-de-água-doce-australiano (Crocodylus johnstoni) é um réptil crocodiliano que pode ser encontrado no norte da Austrália.